# Obdarcie ze skóry

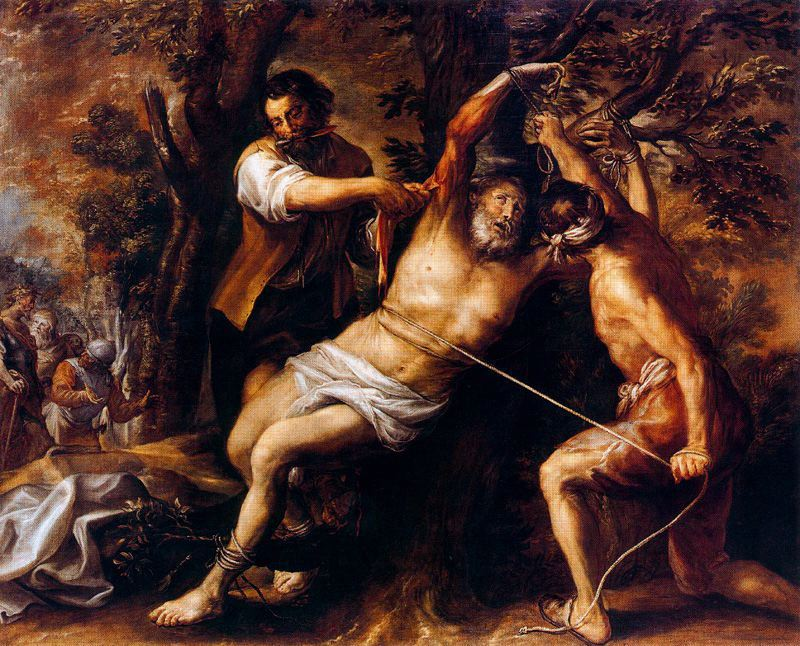
Francisco Camilo, Męczeństwo świętego Bartłomieja

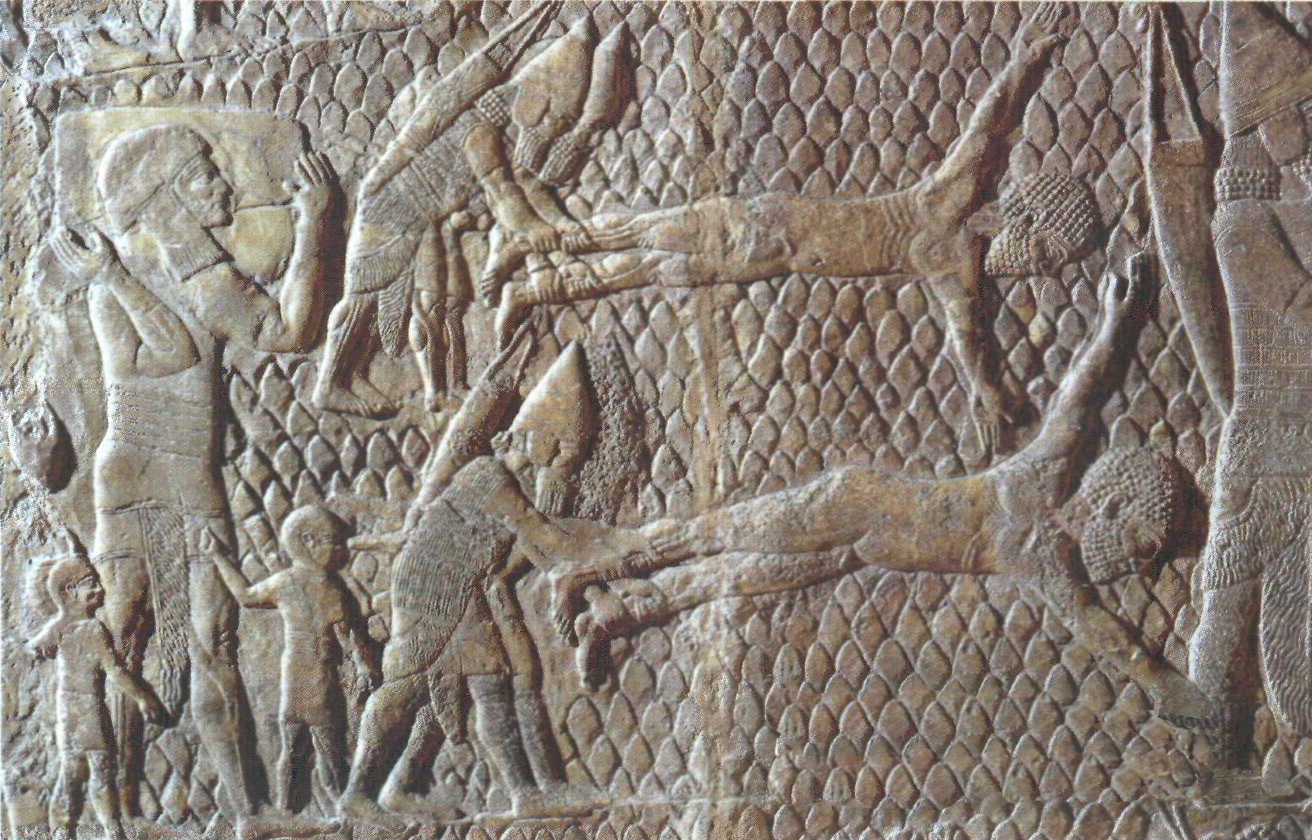
Asyryjczycy obdzierający żywcem swoich więźniów ze skóry

Obdarcie ze skóry – metoda egzekucji lub tortur polegająca na usunięciu skóry z powierzchni ciała.

## Antropologia
Obdzieranie ludzi ze skóry może być metodą torturowania lub egzekucji.

### Kara
Ofiarę polewano gorącą wodą. Następnie kat brał nóż i zdzierał skórę z ciała, od nóg aż po głowę.